# Xiyang, Anhui
Xiyang (kinesiska: 西阳) är en köping i östra Kina. Den ligger i Guoyang härad i staden Bozhou i provinsen Anhui,  omkring 190 kilometer nordväst om provinshuvudstaden Hefei. Antalet invånare är 34689. Befolkningen består av 17 163 kvinnor och 17 526 män. Barn under 15 år utgör 22,0 %, vuxna 15-64 år 67 %, och äldre över 65 år 10,0 %.